# Presidente de Panamá
El presidente de Panamá es el jefe de Estado y de Gobierno de Panamá, encabezando el Órgano Ejecutivo del país. Es elegido mediante el voto popular para un período de 5 años.
Junto con su vicepresidente en una misma lista, son elegidos por sufragio directo sin reelección inmediata. Le ayudan en sus tareas los ministros de gobierno reunidos en el Consejo de Gabinete que encabeza el presidente de la República.

## Requisitos para ser presidente
ARTÍCULO 179. Para ser Presidente o Vicepresidente de la República se requiere:
- Ser panameño de nacimiento
- Haber cumplido treinta y cinco años de edad

Estos requisitos son los mismos que para ser vicepresidente. Como en Panamá la reelección no es consecutiva, se sobreentiende además que el presidente en ejercicio no puede ser candidato.

## Funciones
De acuerdo con lo que estipula la Constitución Política de la República de Panamá:

ARTÍCULO 183. Son atribuciones que ejerce por si solo el Presidente de la República:

- Nombrar y separar libremente a los Ministros de Estado.
- Coordinar la labor de la administración y los establecimientos públicos.
- Velar por la conservación del orden público.
- Adoptar las medidas necesarias para que la Asamblea Legislativa se reúna el día señalado por la Constitución o el Decreto mediante el cual haya sido convocada a sesiones extraordinarias.
- Presentar al principio de cada legislatura, el primer día de sus sesiones ordinarias, un mensaje sobre los asuntos de la administración.
- Objetar los proyectos de Leyes por considerarlos inconvenientes o inexequibles.
- Invalidar las órdenes o disposiciones que dicte un Ministro de Estado en virtud del artículo 186.
- Las demás que le correspondan de conformidad con la Constitución o la Ley.

ARTÍCULO 184. Son atribuciones que ejerce el Presidente de la República con la participación del Ministro respectivo:

- Sancionar y promulgar las Leyes, obedecerlas y velar por su exacto cumplimiento.
- Nombrar y separar los Directores y demás miembros de los servicios de policía y disponer el uso de estos servicios.
- Nombrar y separar libremente a los Gobernadores de las Provincias.
- Informar al Órgano Legislativo de las vacantes producidas en los cargos que éste debe proveer.
- Vigilar la recaudación y administración de las rentas nacionales.
- Nombrar, con arreglo a lo dispuesto en el Título XI, a las personas que deban desempeñar cualesquiera cargos o empleos nacionales cuya provisión no corresponda a otro funcionario o corporación.
- Enviar al Órgano Legislativo, dentro del primer mes de la primera legislatura anual, el Proyecto de Presupuesto General del Estado, salvo que la fecha de toma de posesión del Presidente de la República coincida con la iniciación de dichas sesiones. En este caso, el Presidente de la República deberá hacerlo dentro de los primeros cuarenta días de sesiones.
- Celebrar contratos administrativos para la prestación de servicios y ejecución de obras públicas, con arreglo a lo que disponga esta Constitución y la Ley.
- Dirigir las relaciones exteriores; celebrar tratados y convenios internacionales, los cuales serán sometidos a la consideración del Órgano Legislativo y acreditar y recibir agentes diplomáticos y consulares.
- Dirigir, reglamentar e inspeccionar los servicios establecidos en esta Constitución.
- Nombrar a los Jefes, Gerentes y Directores de las entidades públicas autónomas, semiautónomas y de las empresas estatales, según lo dispongan las Leyes respectivas.
- Decretar indultos por delitos políticos, rebajar penas y conceder libertad condicional a los reos de delitos comunes.
- Conferir ascenso a los miembros de los servicios de policía con arreglo al escalafón y a las disposiciones legales correspondientes.
- Reglamentar las Leyes que lo requieran para su mejor cumplimiento, sin apartarse en ningún caso de su texto ni de su espíritu.
- Conceder a los nacionales que lo soliciten permiso para aceptar cargos de gobiernos extranjeros, en los casos que sea necesario de acuerdo con la Ley.
- Ejercer las demás atribuciones que le correspondan de acuerdo con esta Constitución y la Ley.

Artículo 191.- El Presidente y el Vicepresidente de la República sólo son responsables en los casos siguientes:
- Por extralimitación de sus funciones constitucionales.
- Por actos de violencia o coacción en el curso del proceso electoral; por impedir la reunión de la Asamblea Nacional; por obstaculizar el ejercicio de las funciones de esta o de los demás organismos o autoridades públicas que establece la Constitución.
- Por delitos contra la personalidad internacional del Estado o contra la Administración Pública.